# Little Gaddesden
Little Gaddesden est une paroisse civile et un village du Hertfordshire, en Angleterre.